# Takashi Matsuyama
Takashi Matsuyama (松山 鷹志 Matsuyama Takashi?, 2 de abril de 1960, Tokio, Japón)) es un actor y seiyū japonés.

## Personas destacadas
- The Grudge (película en imagen real) como Takeo Saeki (remake estadounidense).
- Arcade Gamer Fubuki (TV) como Refree.
- Battle Programmer SHIRASE (TV) como Principal Miura (ep 15).
- Beast Wars II Chou Seimeitai Transformers (TV) como Megastorm/Gigastorm; Powerhug.
- Beyblade 2002 (TV) como Gideon.
- Bomberman Jetters (TV) como Daibon.
- Chou Seimei Tai Transformers: Beast Wars Neo (TV) como Rockbuster.
- Corrector Yui (TV) como Synchro (Werewolf).
- Di Gi Charat Nyo! (TV) como Kintarou Kumagaya.
- Di Gi Charat Especial de Verano como Paya Paya.
- Digimon Adventure 02 (TV) como Mushamon.
- Digimon Tamers (TV) como Allomon (5), Mushamon (10).
- Escaflowne: La película como Nukushi.
- Fantastic Children (TV) como Radcliff (ep 1).
- Full Moon (TV) como Jim Franklin.
- Ghost in the Shell (película) como Criminal.
- Ginga Densetsu Weed (TV) como Akame; Narrador.
- Hōshin Engi (TV) como Bunchū.
- Hungry Heart: Wild Striker (TV) como Kazuo Murakami.
- Hunter X Hunter (TV) como Goto; Gureta; Nobunaga.
- Hunter X Hunter OVA como Nobunaga.
- Jubei-chan - Secret of the Lovely Eyepatch (TV) como Godai Ryujoji.
- Ju-on: The Grudge (película en imagen real) como Takeo Saeki.
- Kamen Rider Kūga (serie de televisión en imagen real) como Morimichi Sugita.
- Kodocha (TV) como Mr. Hayama; padre de Nakao.
- Kyo Kara Maoh! (TV) como Dakaskos.
- Leave it to Piyoko! (OVA) como Bug.
- Legendz: Yomigaeru Ryuuou Densetsu (TV) como Presidente.
- Maetel Legend (OVA) como Hardgear.
- MoonPhase (TV) como Kinkeru.
- MØUSE (TV) como Audio Transmission 1 (Ep 2); One (Ep 9-12).
- Mushishi (TV) como Padre (ep 7).
- Nanaka 6/17 (TV) como Taizou Kirisato.
- Nobunaga no Shinobi (TV) como Azai Hisamasa.
- Nobunaga no Shinobi: Ise Kanegasaki-hen (TV) como Azai Hisamasa.
- Panyo Panyo Di Gi Charat (TV) como Director.
- Papillon Rose (TV) como Master.
- Peacemaker (TV) como Hajime Saitou.
- Rizelmine (TV) como Papa C.
- Sadamitsu the Destroyer (TV) como Detective.
- Samurai Deeper Kyo (TV) como Saizou Kiragakure.
- Senkaiden Hōshin Engi (TV) como Bunchuu.
- Sh15uya (serie de televisión en imagen real) como Igaya.
- Shiawase Sou no Okojo-san (TV) como Kitsune-sensei.
- Shura no Toki (TV) como Miyamoto Musashi.
- Silent Möbius (TV) como Carua Se; Shiobara.
- Slayers REVOLUTION (TV) como Duclis.
- Sol Bianca: The Legacy (OVA) como Auctioneer (Ep 1).
- StrayDog (película en imagen real) como Man in White.
- The Prince of Tennis (TV) como Nanijiroh Echizen.
- The Prince of Tennis: A Day on Survival Mountain (OVA) como Nanijiroh Echizen.
- Transformers: Beast Wars II: La película (especial) como Gigastorm.
- Transformers: Robots in Disguise (TV) como God Magnus.
- Ultimate Girls (TV) como Yosaku Okamura.
- Violinist of Hamelin (TV) como Beast King Guitar.
- Estás Arrestado (TV) como Instructor (ep 4).
- Estás Arrestado OVA como Instructor; Lancia Man.
- Yu-Gi-Oh! Duel Monsters (TV) como Maze Sibling (Older).
- Yu-Gi-Oh! GX (TV) como Gergo.
- Zoids: Genesis (TV) como Ra-Kan.